# Owen Phillips
Owen Napier Denbigh Phillips (* 9. Juli 1906 in Belize City; † 24. Mai 1983 in Mobile, Alabama, Vereinigte Staaten) war ein belizischer Sportschütze. 

## Leben
Owen Phillips nahm an den Olympischen Spielen 1972 in München als einziger Athlet aus Britisch-Honduras teil. Sowohl im Wettkampf über 50 m mit dem Kleinkalibergewehr als auch über 50 m mit der Freien Pistole belegte er den letzten Platz.
Im Alter von 70 Jahren nahm er in Montreal 1976 zum zweiten Mal an Olympischen Spielen teil. Im Wettkampf über 50 m mit dem Kleinkalibergewehr belegte er erneut den letzten Platz.